# Андропомп
Андропомп је у грчкој митологији било име више личности.

## Митологија
1. Према Паусанији, био је краљ Месеније, Боров син.[1] Са Хениохом је имао сина Меланта.[2] Он (или његов син) је у двобоју убио последњег тебанског краља, Ксанта.[3] То је учинио на нефер начин, уз помоћ магије. Након тога су Тебанци одлучили да власт дели више људи, а да не припада само једном човеку.[4]
2. Био је оснивач града Лебеда у Карији, Мала Азија. Колонизовао је Јонију.[1]